# 熊本県立湧心館高等学校
熊本県立湧心館高等学校（くまもとけんりつ ゆうしんかんこうとうがっこう, Kumamoto Prefectural Yushinkan High School）は、熊本県熊本市中央区出水四丁目に所在する3課程を設置する公立の高等学校。
県内で唯一、私服通学が可能である。

## 概要
歴史
熊本市内の夜間定時制3校（熊本県立済々黌高等学校・熊本県立熊本高等学校・熊本県立熊本商業高等学校）と通信制1校（熊本県立第一高等学校）を統合し、1978年（昭和53年）定通独立校「熊本県立江津高等学校」として設置され、1979年（昭和54年）に開校した。後に昼間定時制を併設し、現校名に改称。昼間定時制は現在、全日制課程となっており、2009年（平成20年）に創立30周年を迎えた。
校名は江津高校としての最後の校長である上田正實が、江津高校の校名由来である至近の江津湖が湧水湖であることから、「若者に湧かせて欲しいものは心。ただ『湧心高校』では発音の据わりが悪い。藩校の時習館に習って『湧心館』だと、据わりもよい」と発案した。上田は湧心館高校としての初代校長瀬下護に席を譲り定年退職した。2人は、熊本県立第二高等学校で同時期に、それぞれ数学・英語の教鞭を執っていた。
設置学科・課程
- 全課程単位制である。
  - 全日制課程 普通科3学級・情報処理科1学級
  - 定時制課程 普通科1学級・情報科学科（情報処理コース、科学技術コース、情報科学専修コース）1学級
  - 修業年限は4年であるが、通信制との併修（定通併修制）や高等学校卒業程度認定試験で必要な単位を修得することにより、3年で卒業することも可能。
  - 情報科学科情報科学専修コースは、一般社会人を対象として、3年次から受け入れる。
  - 通信制課程 普通科
  - 修業年限は4年であるが、条件を満たすことにより、3年での卒業が可能である。
  - 遠隔地に住む生徒のために、熊本県立鹿本高等学校、熊本県立人吉高等学校、熊本県立天草高等学校、熊本県立芦北高等学校の4校がスクーリング協力校となっている。

校訓
「自主・責任・創造」
校章
水仙の花を背景に、中央から三方向にもじる矢印で校名「湧心館」（Yushinkan）の頭文字Yの文字を表し、中央の輪の中に「高」の文字（旧字体）を配している。
三方向への矢印は全日制・定時制・通信制の3課程および校訓「自主・責任・創造」の3項を表しており、中央の輪で、その「和」を表している。
校歌
作詞は湧心館高等学校、作曲は高瀬良による。3番まであり、各番とも「我らが湧心館高校」で終わる。
同窓会
「湧心館高校同窓会」と称している。旧江津高等学校の同窓生も含む。

## 沿革
- 1978年（昭和53年）8月1日 - 定通独立校として熊本県立江津[3]高等学校が設置。
  - 定時制課程 普通科・商業科・衛生看護科、通信制課程 普通科を設置。修業年限を4年とする。
- 1979年（昭和54年）
  - 3月31日 - 校舎が完成。
  - 4月1日 - 「熊本県立江津高等学校」が開校。
  - 10月27日 - 開校記念式典を挙行。
- 1984年（昭和59年）
  - 4月1日 - 商業科専修コースを設置。
  - 11月30日 - エレベーターを設置。
- 1985年（昭和60年）3月31日 - クラブハウスが完成。
- 1986年（昭和61年）3月31日 - 学びの森が完成。
- 1992年（平成4年）4月1日 - 定時制昼間部（普通科・情報処理科）併設に伴い、「熊本県立湧心館高等学校」（現校名）に改称。
- 1995年（平成7年）3月31日 - 定時制（夜間部）衛生看護科を廃止。
- 1996年（平成8年）4月1日 - 定時制昼間部を全日制（単位制）に移行。
- 1997年（平成9年）3月14日 - 第2体育館柔剣道場棟が完成。

## 学校行事
2学期制をとる。
全日制課程
前期
- 4月 - 始業式、入学式
- 5月 - 家庭訪問・三者面談、育友会総会
- 6月 - 中間考査
- 7月 - クラスマッチ、夏休み、生徒面談、家庭訪問
- 9月 - 期末考査・体育大会、秋季休業

後期
- 10月 - 始業式、進路研修会、湧心祭（文化祭）
- 11月 - 中間考査
- 12月 - クラスマッチ
- 1月 - 3年 期末考査
- 2月 - 1・2年期末考査
- 3月 - 卒業式、終業式

定時制課程
前期
- 4月 - 始業式、転編入式、入学式、情報科学専修コース編入式
- 5月 - 映画鑑賞、家庭訪問、生徒総会
- 6月 - 定通体育大会、交通安全教室、中間考査
- 7月 - 公開授業、クラスマッチ、授業参観、夏休み、課外補習
- 9月 - 一般常識大会、期末考査、校内弁論大会、終業式

後期
- 10月 - 秋休み、始業式、授業参観、インターンシップ、3年研修旅行
- 11月 - 湧定祭（文化祭）、生徒会役員選挙、中間考査
- 12月 - 避難訓練、漢字書き取り大会、クラスマッチ、冬休み
- 1月 - 百人一首大会、年間反省
- 2月 - 期末考査、進路講演会、予餞会、同窓会入会式
- 3月 - 卒業式、終業式、春休み

通信制課程
前期
- 4月 - 新入生オリエンテーション、始業式、入学式
- 5月 - 前期生徒総会
- 6月 - 定通体育大会
- 8月 - 前期甲考査
- 9月 - 前期乙考査、レクレーションクラスマッチ、前期卒業式

後期
- 10月 - 弁論文化発表会、定通文化大会
- 12月 - 後期生徒総会
- 1月 - 後期甲考査、後期乙考査
- 2月 - 同窓会入会式
- 3月 - 卒業式、終業式

## 部活動
全日制課程
体育系
- 陸上競技部
- 剣道部
- サッカー部
- バスケットボール部
- テニス部
- 硬式野球部
- バドミントン部
- 卓球部

文化系
- 放送部
- 書道部
- 茶道部
- 演劇部
- 太鼓部
- JRC部（Junior Red Cross）
- ビジネス研究部
- 写真部
- イラスト同好会
- 美術部

定時制課程
体育系
- バドミントン部
- バスケットボール部
- 卓球部
- サッカー部
- 野球部
- バレーボール部
- ソフトテニス部

文化系
- 映画研究部
- 読書部
- ワープロ部
- パソコン部
- 電卓部
- 生花・茶道部
- 囲碁・将棋部
- ヒューマンハート（ボランティア）

通信制課程（特別活動）
体育系
- バレーボール
- ソフトテニス
- バドミントン
- 卓球　など

文化系
- 書道
- 陶芸
- 音楽
- 生花
- 生物　など

## 著名な出身者
- 柳明日菜 - 映画監督、脚本家、俳優
- ネスミス・竜太・カリム - 歌手、EXILEメンバー
- ラフコン - お笑いトリオ、下記メンバーによるコンビ時代は「ラフ・コントロール」
- 重岡謙作
- 森木俊介

## 交通アクセス
最寄りの鉄道駅
- 熊本市交通局（路面電車）「水前寺公園前電停」 徒歩15分

最寄りのバス停
- 熊本都市バス・熊本バス 「湧心館高校前」バス停 徒歩5分

## 周辺施設
- 熊本県立ゆうあい中学校 - 同じ敷地内にある
- 熊本市立出水南小学校
- 熊本市立出水中学校
- 熊本県立熊本支援学校
- ゆめタウンはません